# جون بي. ماكول
جون بي. ماكول هو سياسي كندي، ولد في 26 يناير 1861، وتوفي في 24 فبراير 1940. حزبياً، نشط في الحزب الليبرالي الكندي. وقد انتخب عضو مجلس العموم الكندي.